# منتخب أذربيجان لهوكي الحقل للسيدات
منتخب أذربيجان لهوكي الحقل للسيدات هو ممثل أذربيجان الرسمي في المنافسات الدولية في هوكي الحقل للسيدات
.